# Danny Miranda

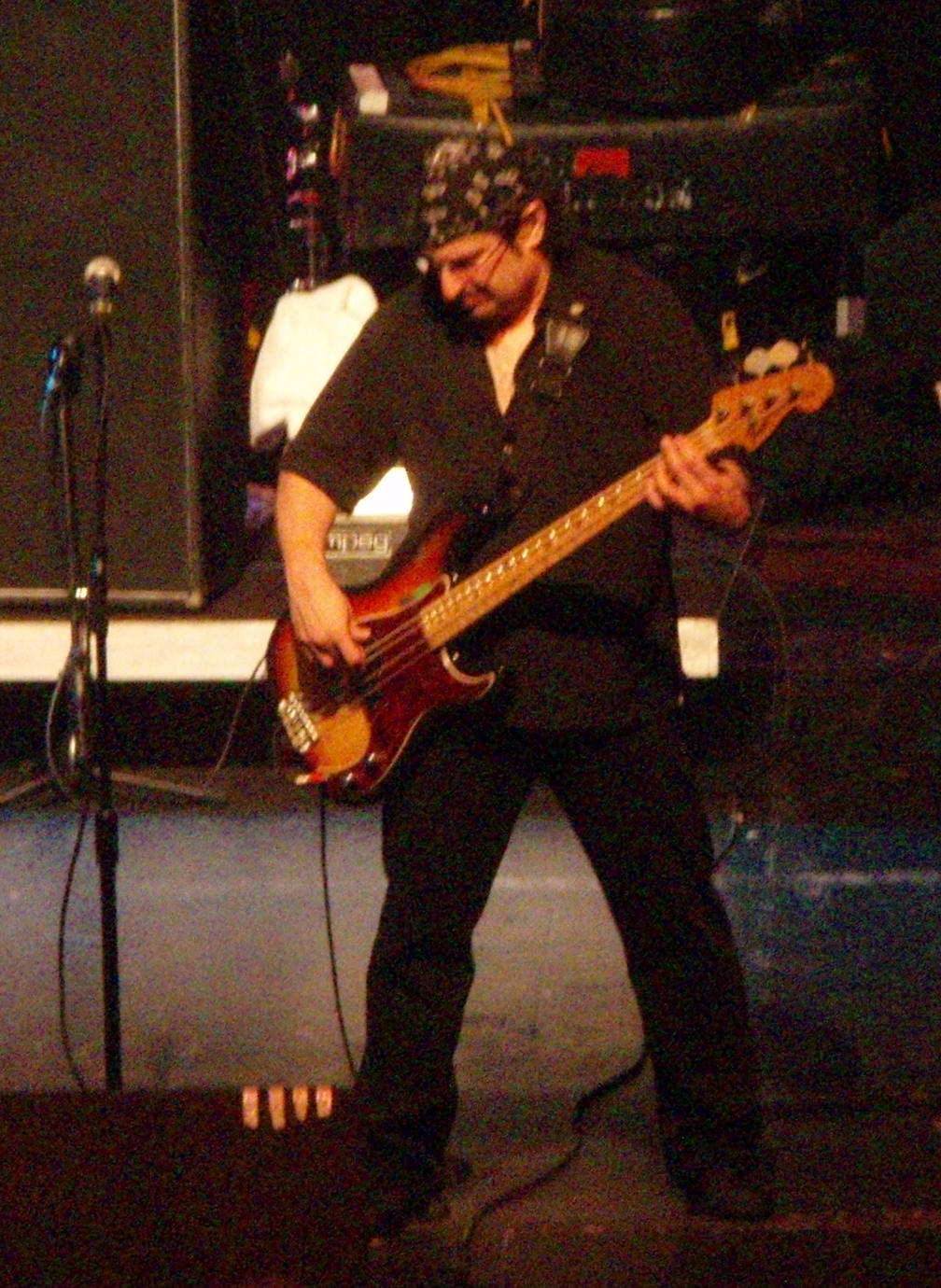

Danny Miranda (ur. 21 marca 1964 w Brooklynie) – amerykański basista. W latach 1995–2004 był basistą grupy Blue Öyster Cult. W latach 2005–2009 współpracował z zespołem Queen + Paul Rodgers. W latach 2005–2006 był również członkiem zespołu Faith and Fire. Od 2010 r. bierze udział w tournée Meat Loafa, które promuje jego album Hang Cool.